# 할 체이스
해럴드 호머 체이스(영어: Harold Homer Chase, 1883년 2월 13일~1947년 5월 18일)는 "프린스 할"(영어: Prince Hal)이라는 별명으로 알려진 미국의 프로 야구 선수이자 감독으로, 메이저 리그 베이스볼(MLB)에서 1루수로 뛰었다. 뉴욕 하이랜더스/양키스(1905~1913), 시카고 화이트삭스(1913~1914), 버펄로 버페즈(1914~1915), 신시내티 레즈(1916~1918), 뉴욕 자이언츠(1919)를 거쳤다.
베이브 루스와 월터 존슨은 할 체이스를 역대 최고의 1루수로 꼽았으며, 당시 기록들에서도 놀라운 수비 능력을 보여주었다는 평가가 줄을 이었다. 뉴욕 양키스 구단 사상 최초의 프랜차이즈 스타로 종종 언급되기도 한다. 체이스가 메이저 리그 경기를 뛴 지 62년이 지난 1981년에 야구 역사가 로런스 리터와 도널드 호니그는 '100명의 위대한 야구 선수'를 선정하며 체이스를 이 명단에 포함시켰다.
뛰어난 타격과 비할 데 없는 수비로 선수로서의 자질은 의심의 여지가 없었음에도 불구하고 여러 스캔들로 커리어에 오점을 남겼다. 체이스는 야구 경기에 돈을 걸었다는 혐의를 받았으며, 자신이 출전한 경기에서 승부조작하기 위한 플레이에도 관여했다. 1919년 블랙삭스 스캔들의 초기 공모자로 기소되었으나 무죄 판결을 받았다.